# Jimmy Pearson
Jimmy Pearson, właśc. James Pearson (ur. 22 września 1938) – australijski piłkarz występujący na pozycji pomocnika oraz trener.
W barwach Morton i East Stirlingshire rozegrał łącznie 46 spotkań i zdobył dziewięć bramek w Scottish Division Two. Jako zawodnik Aberdeen wystąpił natomiast w trzech meczach Scottish Division One. Ponadto grał w klubach z Australii i Południowej Afryki.
W reprezentacji Australii zadebiutował 24 listopada 1965 w przegranym 1:3 meczu el. do MŚ 1966 z Koreą Północną, a 7 grudnia 1965 w wygranym 1:0 towarzyskim pojedynku z Malezją, strzelił swojego jedynego gola w kadrze. W drużynie narodowej wystąpił pięciokrotnie.